# Benjaminia franklini
Benjaminia franklini är en stekelart som beskrevs av David B. Wahl 1989. Benjaminia franklini ingår i släktet Benjaminia och familjen brokparasitsteklar. Inga underarter finns listade.